# Triadomma evelinae
Triadomma evelinae is een platworm (Platyhelminthes). De worm is tweeslachtig. De soort leeft in het zoute water.
Het geslacht Triadomma, waarin de platworm wordt geplaatst, wordt tot de familie Notocirridae gerekend. De wetenschappelijke naam van de soort werd voor het eerst geldig gepubliceerd in 1947 door Marcus.